# 大森治豊
大森 治豊（おおもり はるとよ、嘉永5年11月10日（1852年12月20日） - 1912年2月19日）は日本の外科医、医学博士。日本の腹部外科の開拓者。

## 人物
1852年（嘉永5年）、上山藩御典医、大森快春の長男として江戸に生まれる。以後、出羽国上山藩に移り、藩校の明新館に入学。
1879年東京大学医学部卒業後、福岡医学校に赴任し、1885年同校校長となる。
1885年日本で初めて帝王切開手術に成功し、以来次々に腹部手術を行う。
1903年、福岡医科大学が創設された際に、初代学長兼付属医院長となり、外科学講座をもつ。1909年病気により退官、1911年九州帝国大学名誉教授。
1910年、九州大学医学部に大森の銅像が建てられた。

## 栄典・授章・授賞
位階
- 1906年（明治39年）12月27日 - 正五位[4]
- 1910年（明治43年）1月31日 - 従四位[5]

勲章等
- 1909年（明治42年）12月25日 - 勲四等瑞宝章[6]

## ギャラリー

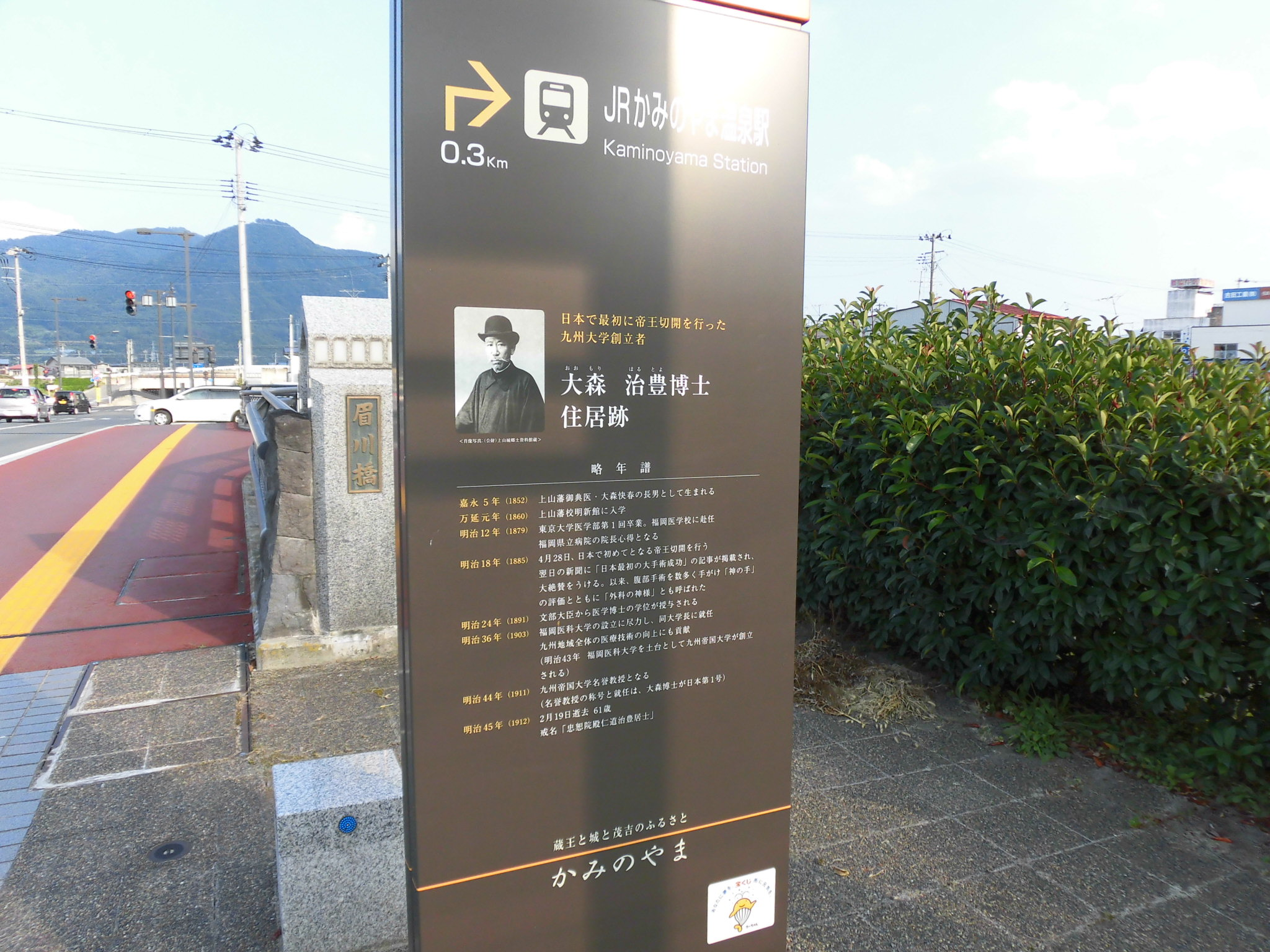
大森治豊博士住居跡（山形県上山市）
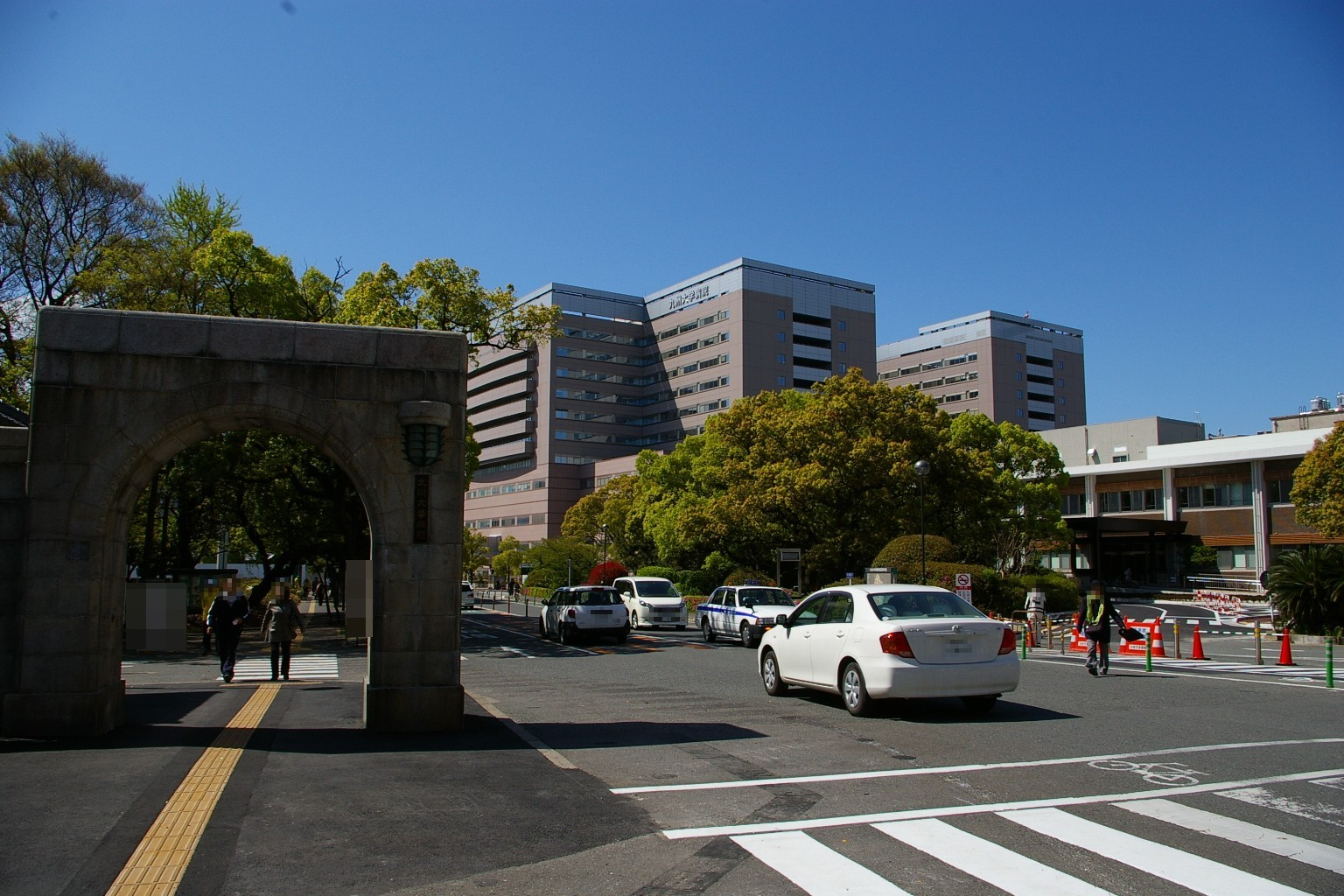
「大森通り」道標
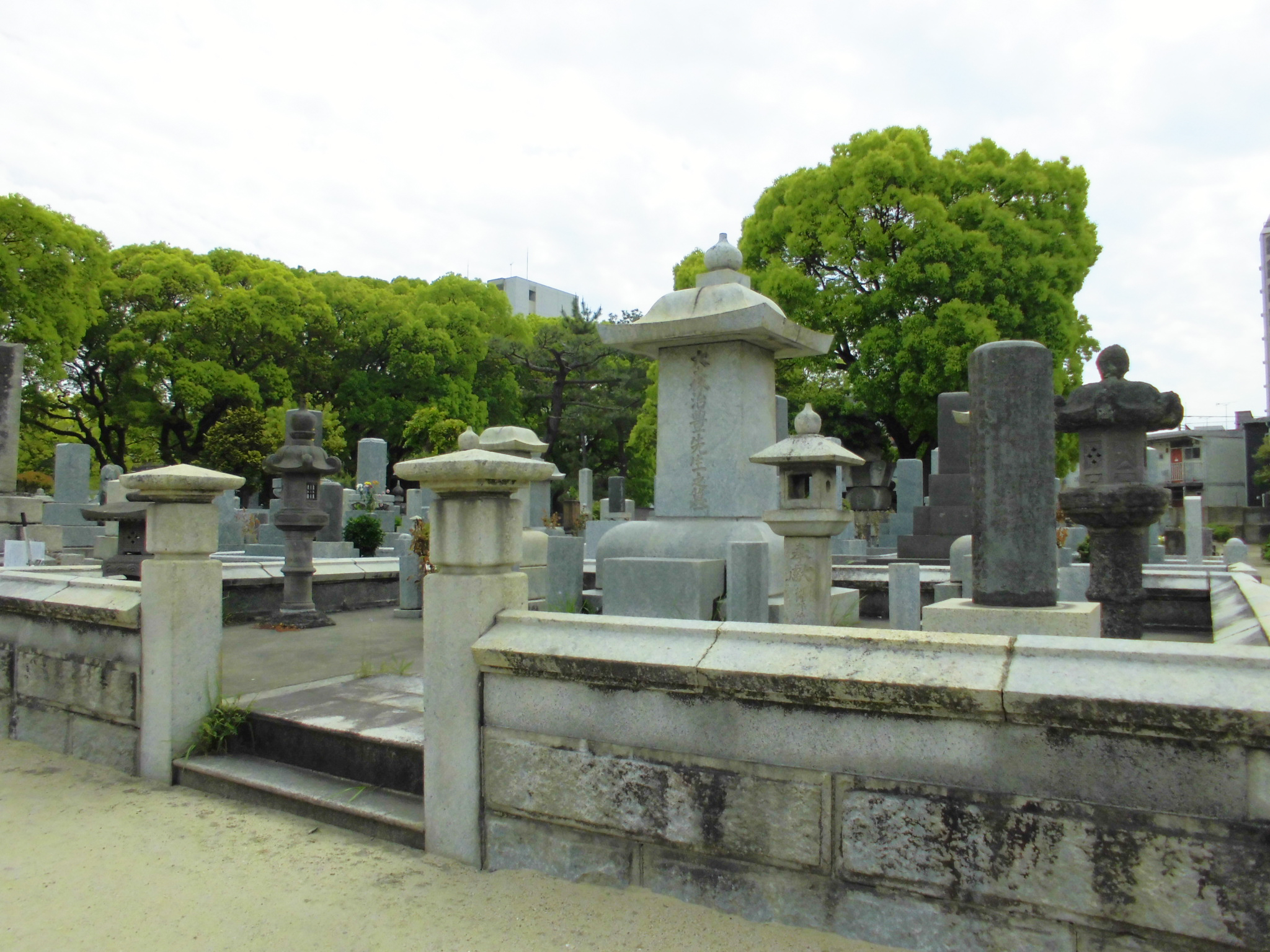
大森治豊の墓、崇福寺 (福岡市)
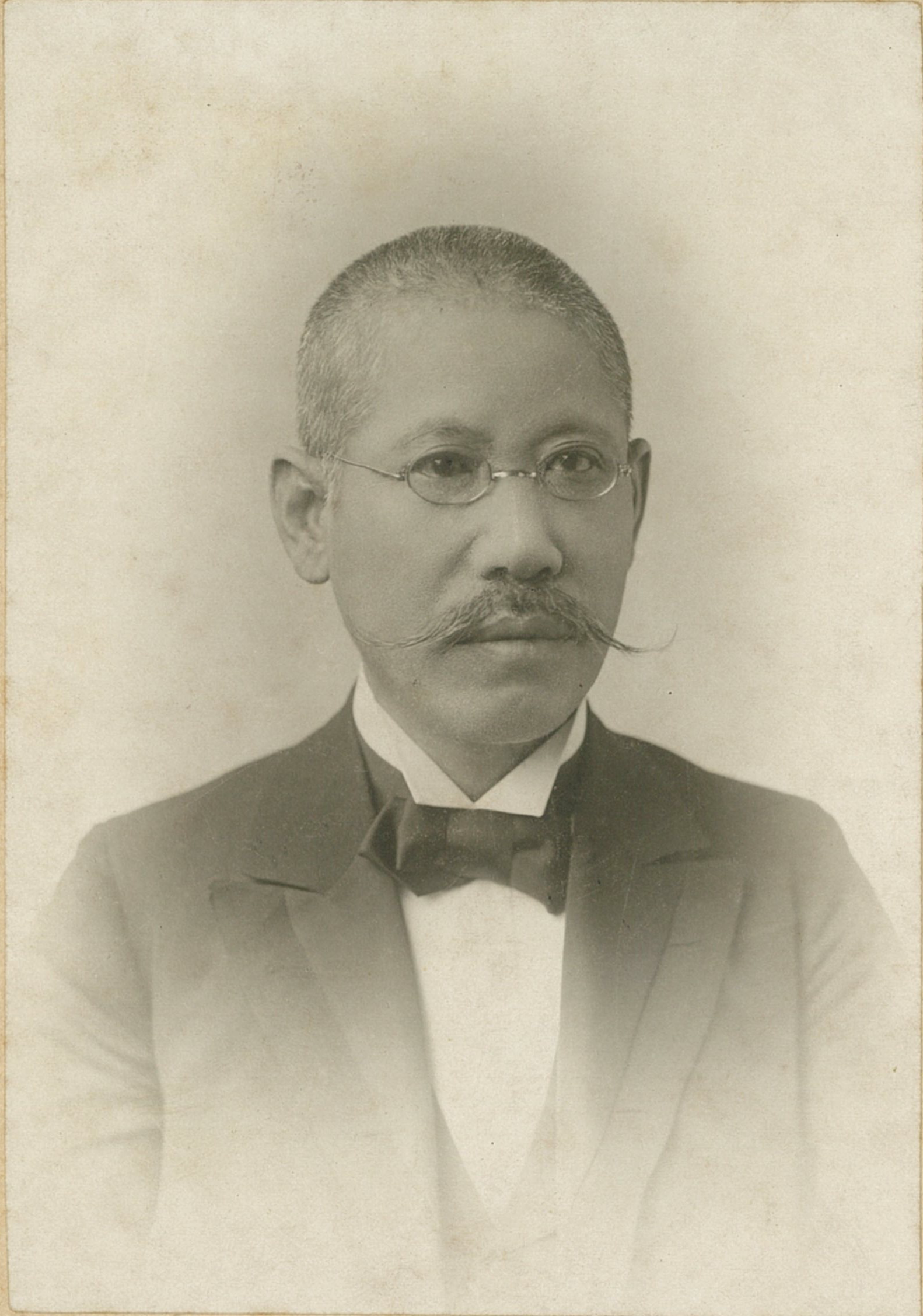
ドイツ滞在中の肖像写真（ベルリン、1898年）